# Alberto Bello
Alberto Bello (Buenos Aires, 22 de junio de 1897 - Vicente López, 11 de diciembre de 1963) fue un actor de la Época de Oro del cine argentino.

## Biografía
Nacido en el barrio de Barracas en 1897.
Inició su carrera profesional en el teatro en el año 1927; en la compañía de Roberto Casaux, posteriormente, se destacó en la compañía del actor César Ratti. Entre las obras en cuya representación, participó se recuerdan Así es la vida y La dulce enemiga.
En 1937, pasó a integran la Compañía Argentina de Comedia Eva Franco en el Teatro Astral donde hizo la obra Joven viuda y estanciera.
En 1954, formó junto a Eduardo Cuitiño y Milagros de la Vega una compañía cómico-dramática con la que estrenaron la exitosa obra Casa de reyes. Luego, en 1957 actuó en el Teatro Ateneo en Ardele dirigido por Luis Mottura junto a figuras de la talla de Mecha Ortiz, Santiago Gómez Cou, Antonia Herrero y Diana Myriam Jones. Sus actuaciones se caracterizaban por su sobriedad.
En el cine, su histrionismo lo colocó en una primerísima línea junto a grandes comediantes y estrellas de la época de oro del cine argentino como Mirtha Legrand y Niní Marshall. 
Considerado como un gran señor de la escena y de la pantalla, hombre culto,  un señor en el sentido más cabal de la palabra y pleno de inquietudes, en radio trabajó en El Velo Azul junto a la actriz Rosa Rosen, emitido por Radio Splendid durante el año 1957.
A lo largo de más de treinta años de trayectoria, actuó con Enrique Muiño y Elias Alippi, Eva Franco, Luis Sandrini, Luisa Vehil, Mecha Ortiz, Pepe Arias, Enrique Serrano y Tita Merello.
Hasta sus últimos años vivió cerca del Parque Pereyra (en su barrio natal de Barracas). Durante un breve lapso fue secretario de la Seccional 3? del Partido Socialista.
En 1962, Bello sufrió un accidente cerebrovascular que le inmovilizó la parte izquierda del cuerpo y que lo obligó a utilizar bastón.
Luego de su trágica muerte, su nieto fue llevado al cine por el actor Alberto Closas con quien Bello había trabajado en la película La vendedora de fantasías, pero no alcanzó a convencer y su paso por el ambiente artístico fue fugaz.

## Tragedia y fallecimiento
El 11 de diciembre de 1963, el actor Alberto Bello se arrojó al paso de un tren. Aquella mañana viajó desde su casa en el barrio de Barracas hasta la estación Florida en Vicente López sin que nadie se fijara en él, caminó a paso lento por el andén, se quitó los zapatos, apoyó el bastón en un banco y se arrojó a las vías. «Yo ya no sirvo para nada», le había dicho a un amigo a las 10:00 de la mañana antes de salir de la tapicería de Carlos Davis, ubicada frente a la estación Florida del ferrocarril General Belgrano. El tren lo desplazó varios metros para luego volver a atropellarlo y arrastrarlo ciento cincuenta metros. El impresionante suicidio llenó de estupor a las numerosas personas que esperaban la llegada del tren.
Uno de los motivos de su suicidio fue que 19 años antes, en las vísperas de Navidad de 1944, su único hijo varón, Alberto Bello Jr. (19), actor de teatro, cayó accidentalmente en ese mismo andén y murió atropellado por un tren. A esto se le sumaron algunas dificultades económicas.

## Filmografía
Actor
- La sentencia (1964)
- Los que verán a Dios  (1963)
- Detrás de la mentira  (1962)
- Quinto año nacional  (1961)
- Amorina  (1961) .... El sicoanalista
- La novia  (1961)
- Chafalonías  (1960)
- Creo en ti  (1960)
- Las apariencias engañan  (1958)
- Nubes de humo  (1958)
- La delatora  (1955)
- La telaraña  (1954)
- Mercado negro  (1953)
- Caballito criollo  (1953)
- Vuelva el primero  (1952)
- El puente  (1950)
- Madre Alegría  (1950)
- La vendedora de fantasías  (1950)
- Yo no elegí mi vida  (1949)
- Cita en las estrellas  (1949)
- Las aventuras de Jack  (1949)
- La novia de la Marina  (1948)
- Por ellos... todo  (1948)
- El jugador  (1947)
- Madame Bovary  (1947) .... Carlos Bovary
- El retrato  (1947)
- Camino del infierno  (1946) .... Profesor Lazcano
- El Capitán Pérez  (1946)
- Besos perdidos  (1945)
- Allá en el setenta y tantos  (1945)
- La casta Susana  (1944)
- El fin de la noche  (1944)
- El sillón y la gran duquesa  (1943)
- Malambo  (1942)
- Papá tiene novia  (1941)
- Cándida millonaria  (1941)
- El tesoro de la isla Maciel  (1941) .... Captain Pedro Santini
- Isabelita  (1940) .... Emilio García Méndez
- Casamiento en Buenos Aires  (1940) .... Giménez
- Los muchachos se divierten  (1940)
- Así es la vida  (1939)
- Doce mujeres (1939)
- El solterón  (1939)
- Maestro Ciruela  o  Maestro Levita  (1938) .... Sr. Navarro
- La virgencita de madera  (1937)
- Puente Alsina  (1935)
- La barra mendocina  (1935)
- Noche federal (1932)

## Teatro
- 1943: Don Fernández. Con la Compañía Argentina de Comedias Pepe Arias. Con Malvina Pastorino, María Armand, Juan Serrador, Leticia Scuri, María Santos, Adolfo Linvel, Alberto Bello (hijo), Humberto de la Rosa, Marcelle Marcel, Francisco Audenino, Carlos Pamplona y gran elenco.

## Premio
La Academia de Artes y Ciencias Cinematográficas de la Argentina le otorgó el premio Cóndor Académico al mejor actor de reparto de 1947 por su actuación en el filme Madame Bovary.